# Quim Morales Prat
Quim Morales Prat   (Badalona, 29 de juny de 1975) és un comunicador, guionista, locutor de ràdio i presentador de televisió català.

## Carrera
Llicenciat en Comunicació Audiovisual a la Universitat Autònoma de Barcelona. Ha estat articulista al diari Ara, Nació Digital i a la revista UnBreak. Morales ha treballat per a les emissores Ràdio Estel, Ràdio Corbera, M80, Cadena SER, ONA Catalana i RAC1. A la televisió, ha treballat com a guionista per a TV3, Antena 3, Televisió Espanyola i com a guionista i presentador al programa de connexions Catalunya Directe de 8tv.
A Ràdio Estel va ser, a més de guionista, productor del programa La veu del campanar, i presentador del programa Històries particulars. Simultàniament presentava el magazín musical El Metrònom a Ràdio Corbera. Va treballar a M80 durant dues temporades, primer en el programa Gomaespuma i després a El rosario de la aurora. Juntament amb Oriol Parreño, va encarregar-se de l'apartat humorístic del programa Si amanece nos vamos, que s'emetia a la Cadena SER de quatre a sis de la matinada. La temporada següent es va incorporar a ONA Catalana, on, amb Oriol Parreño, Xavier Pérez Esquerdo i Jair Domínguez, va presentar durant quatre temporades el magazín de tarda El rosari de l'aurora. Passats aquests quatre anys, es va incorporar com a guionista i locutor suplent al programa Minoria absoluta, emès a RAC 1 i dirigit per Toni Soler, Queco Novell i Manel Lucas. Finalment durant la darrera etapa de Minoria absoluta, Quim Morales va passar a dirigir la segona hora del programa (d'una a dues del migdia), fins que La segona hora va esdevenir un programa independent amb 2441 programes emesos fins al 2019.
Ha dirigit i presentat el programa La primera hora de RAC105.
Des de la temporada 2021-2022 presenta el programa L'última hora del matí de Catalunya Ràdio, juntament amb Charlie Pee i Joel Díaz.
A TV3 ha treballat per als programes Polònia i Crackòvia, i anteriorment per a Fes-t’ho mirar i Barçòvia. A Antena 3 va col·laborar amb el programa La escobilla nacional i a Televisió Espanyola a l'Especial Cap d'Any 2012. L'estiu de 2013 va presentar, amb els membres de l'equip de La segona hora la gala Ferran Adrià i la fàbrica de menjar solidari, que es va emetre per TV3. El 2010 va ser escollit «casteller honorífic de Badalona».

## Vida personal
El 2025, en una entrevista amb Laura Aznar al pòdcast d'El Crític, la humorista Ana Polo va fer públic que el 2015, mentre feia unes pràctiques a La segona hora tenint de cap Morales, ell li havia fet un petó després d'un dinar d'empresa, cosa que considerava que havia estat una agressió sexual i un abús de poder. Els fets van ocórrer quan ella tenia 24 anys i ell, 40. Tot seguit, Morales va corroborar a Catalunya Informació la veracitat dels fets, tot i que els va qualificar de «mal comportament», i es va disculpar a la xarxa social X de la següent manera: «Lamento profundament el comportament inapropiat que vaig tenir amb ella. És inexcusable». Arran d'aquest cas, es va desencadenar un equivalent al #MeToo en el món del periodisme català, en què diverses periodistes van denunciar públicament agressions, abusos de poder i actituds masclistes. A més, es va anul·lar un programa especial de retorn de La segona hora en el qual havien de participar Quim Morales, Jair Domínguez i Xavier Pérez Esquerdo.

## Obra publicada
- 2014 — Com ser un bon català, il·lustrat per Júlia Bausili. ISBN 978-84-664-1857-7[18] És un llibre que fa riure o somriure amb aquests trets que toquen «no la pera però sí la ceba de tots nosaltres».[19]
- 2015 — En Quarantena. ISBN 978-84-664-1963-5[20]
- 2016 - La segona hora fa història. ISBN 8466420592
- 2016 - Nina i els aspanens. ISBN 9788494272417